# قدم ذيلية

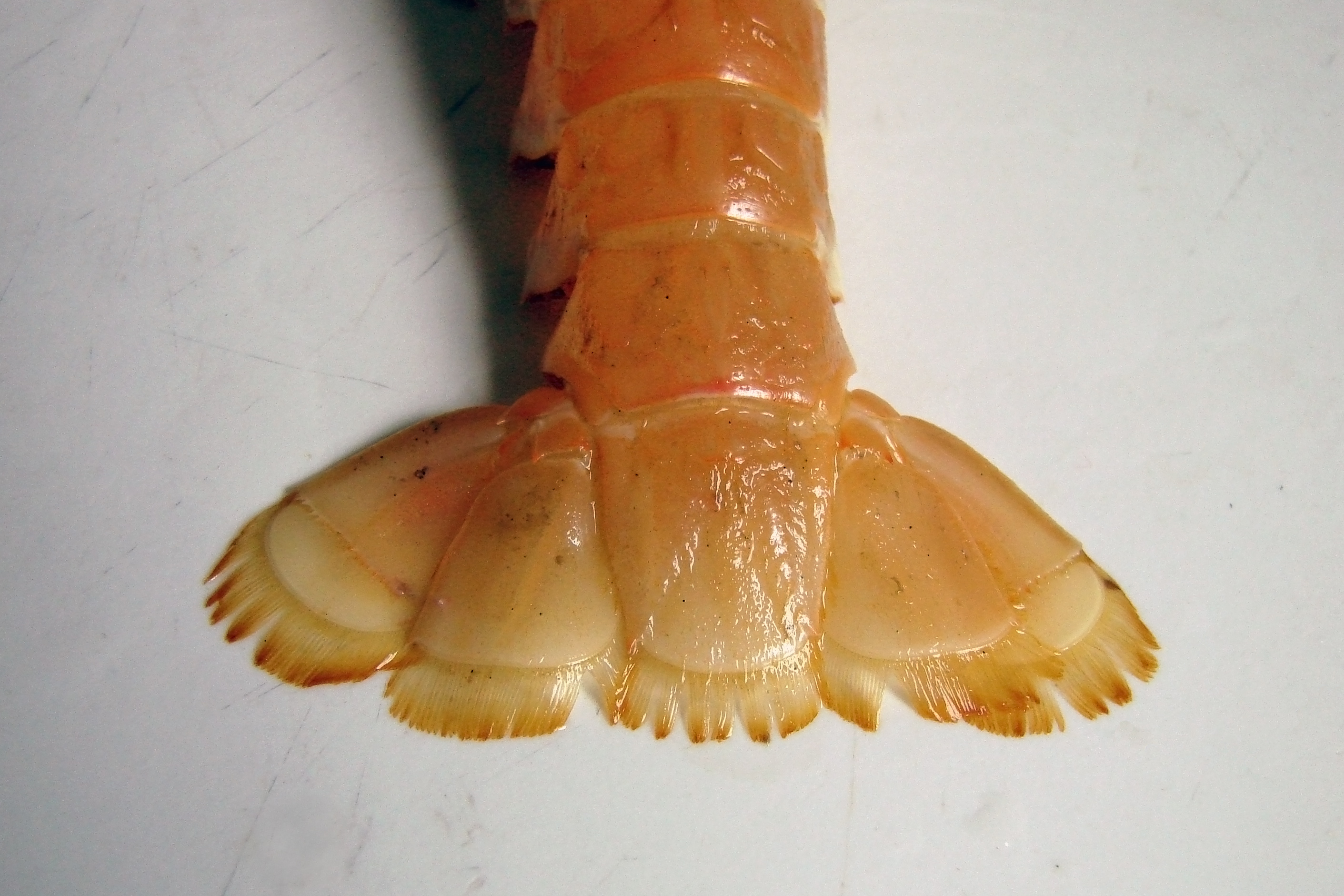
ذيل جراد البحر النرويجي والقدم الذيلية تحيط بالدبير.

القدم الذيلية أو القدم الذنبية أو أرجل بطنية أو زعنفة القشريات (بالإنجليزية: Uropod)‏، هي زوائد مسطحة توجد في القشريات تُشكل نوعاً من المجداف المركب عند نهاية البطن، وتعمل على دفع تحريك الكائن كمروحة ذيلية بالتعاون مع الشوكة الذيلية.